# Montecilfone
Montecilfone es una localidad y comune italiana de la provincia de Campobasso, región de Molise, con 1.485 habitantes.

## Evolución demográfica
| Gráfica de evolución demográfica de Montecilfone entre 1861 y 2001 |
|                                                                    |
| Fuente ISTAT - elaboración gráfica de Wikipedia                    |